# Sphenomorphus malaisei
Sphenomorphus malaisei — вид сцинкоподібних ящірок родини сцинкових (Scincidae). Ендемік М'янми.

## Поширення і екологія
Sphenomorphus malaisei відомі за типовим зразком, зібраним в М'янмі на початку 1900-х років.